# La dama de armiño (obra de teatro)
La dama de armiño es una obra de teatro en verso de Luis Fernández Ardavín.

## Argumento
Inspirada en el cuadro La dama de armiño y ambientada en el Toledo del siglo XVI, de El Greco, la obra parte de la premisa de que la joven retratada es Catalina, hija del pintor. Samuel, judío, se enamora perdidamente de Catalina. Samuel es, sin embargo, denunciado a la Santa Inquisición por Luis Tristán, discípulo del Greco. Sólo con la ayuda de Catalina, que lo esconde, consigue el joven evitar la detención.

## Estreno
El 24 de enero de 1922, con la interpretación de María Guerrero, Fernando Díaz de Mendoza, Santiago Artigas y Pepita Díaz.

## Cine
Existe la versión cinematográfica "La dama del armiño", estrenada en 1947 por Eusebio Fernández Ardavín, hermano del autor, y protagonizada por Jorge Mistral, Lina Yegrós, Julia Lajos y Ricardo Calvo.

## Información bibliográfica
- La dama del armiño
  - Título	La dama del armiño: drama en cuatro actos y en verso
  - Volumen 80 de El Teatro moderno
  - Autor	Luis Fernández Ardavín
  - Edición	2
  - Editor	Biblioteca hispania, 19??
  - Procedencia del original	la Universidad de California
  - Digitalizado	19 Nov 2010
  - N.º de páginas	231 páginas